# Jo Jung-suk
Đây là một tên người Triều Tiên, họ là Jo.
Jo Jung Suk (sinh ngày 26/12/1980) là một diễn viên Hàn Quốc. Anh bắt đầu sự nghiệp trên sân khấu, diễn trong Spring Awakening, Hedwig and the Angry Inch, The Harmonium in My Memory, cùng rất nhiều vở nhạc kịch khác. Sau gần thập kỉ diễn trên sân khấu, Jo có vai diễn điện ảnh đầu tiên trong phim Architecture 101. Trong phim, anh nhận một vai diễn phụ, và vai diễn này đã giúp anh được chú ý tới. Lối diễn xuất đa dạng của anh còn được thể hiện qua các phim truyền hình The King 2 Hearts (2012) và You're the Best, Lee Soon-shin (2013), cũng như phim điện ảnh The Face Reader (2013) và The Fatal Encounter (2014).
Các bộ phim nổi bật của anh với khán giả có thể kể tới The King Two Hearts (2012) với vai phụ nổi bật trong phim là sĩ quan Eun Si-kyung,  Oh My Ghost (2015) vào vai Chef Kang Sun-woo, Jealousy Incarnate (2016) vai phóng viên Lee Hwa-shin và EXIT (2019), tựa Việt là "Lối Thoát Trên Không" vai Lee Yong-nam.

## Sự nghiệp
Jo Jung-suk luôn mong muốn được diễn trên sân khấu. Anh được nhận trợ cấp học phí khi vào khoa Sân khấu Viện Nghệ thuật Seoul, nhưng sau cái chết của bố vào năm 2000, mẹ kế của anh hoàn toàn phụ thuộc vào ảnh. Jo được miễn trừ nghĩa vụ quân sự do hoàn cảnh gia đình khó khăn, và bỏ học để kiếm tiền bằng đóng nhạc kịch. Anh bắt đầu con đường biểu diễn chuyên nghiệp trong phim The Nutcracker năm 2004.
Jo sau đó được biết tới nhiều trong ngành biểu diễn sân khấu, diễn tổng cộng 25 vở trong suốt 9 năm, bao gồm Organ in My Heart (phỏng theo The Harmonium in My Memory), Janggeum the Great (dựa theo phim Nàng Dae Jang-geum), Hedwig and the Angry Inch, Grease, The Island, và Spring Awakening.
Năm 2011, Jo có vai diễn truyền hình đầu tiên trong phim  What's Up, đóng vai 1 sinh viên học nhạc tài năng nhưng kì quặc tên Kim Byung-gun. Năm 2012 trở thành năm nổi bật của Jo khi anh nhận 2 dự án được đánh giá cao. Về phim điện ảnh, anh đóng vai phụ trong phim Architecture 101 và giành giải Diễn viên mới xuất sắc nhất tại giải Rồng xanh, cũng như được đề cử ở giải Grand Bell Awards và Buil Film Awards. Trong phim truyền hình The King 2 Hearts, Jo diễn vai cảnh vệ Eun Shi-Kyung. Nhờ lối diễn đa dạng ở những phim này, anh trở nên nổi tiếng, nhận được gần 20 lời mời đóng phim, không tính đến quảng cáo.
Jo tiếp tục đóng trong phim điện ảnh Almost Che, The Face Reader và phim truyền hình You're the Best, Lee Soon-shin (2013). Năm 2014, Jo tiếp tục đóng phim điện ảnh The Fatal Encounter và bộ phim hài lãng mạn My Love, My Bride.
Sự nghiệp của Jo Jung Suk chạm tới đỉnh cao khi anh nhận lời mời đóng vai Kang Sun-woo trong Oh My Ghost. Bộ phim trở nên nổi tiếng ở châu Á và là 1 trong những phim có Rating cao ngất ở đài cáp tvN bấy giờ.
Năm 2016 anh được biết rộng rãi hơn từ bộ phim Jealousy Incarnate (2016) của đài SBS. Bộ phim đã mang cho anh giải nam diễn viên xuất sắc nhất cho phim dòng thể Romcom tại SBS Drama Awards 2016.
Anh cũng có riêng một Fan Meeting khá lớn trong năm 2017 với tên "The Room" tại Hàn Quốc, Đài Loan, Nhật Bản, Thái Lan.
Năm 2018, anh kết hôn với nữ ca sĩ nổi tiếng của Hàn Quốc Gummy
Năm 2019 anh trở thành một hiện tượng nổi bật của màn ảnh lớn Hàn Quốc khi thành công vang dội với phim EXIT (2019) thu hơn 9 triệu vé về. Và cũng trong năm này anh cũng có quảng cáo Dongwon Chamchi (동원참치) cùng với Son Na-eun của Apink thu về hơn 14 triệu lượt xem tại Youtube, trở thành một trong những quảng cáo có lượt xem lớn nhất trong 2019 tại Hàn Quốc.

## Đời tư
Jo Jung Suk cũng có mối quan hệ hẹn hò với nữ ca sĩ Gummy vào năm 2013 và công khai vào năm 2015.
Vào tháng 6/2018, Jo Jung Suk thông báo với giới báo chí việc anh kết hôn với nữ ca sĩ Gummy vào mùa thu năm đó. Vào ngày 8/10/2018, báo chí đã công bố chuyện kết hôn của họ đã được diễn ra riêng tư với hai bên gia đình mà không có sự hiện diện của báo chí và truyền thông.
Vào ngày 6/8/2020, Jo Jung Suk cùng Gummy đón chào đứa con đầu lòng của họ.

## Phim ảnh

### Phim điện ảnh
| Năm  | Tên phim                               | Vai                            | Ghi chú                     |
| ---- | -------------------------------------- | ------------------------------ | --------------------------- |
| 2012 | Architecture 101                       | Nabddeuki                      |                             |
| 2012 | Almost Che                             | Hwang Young Min / Kang Moon Mo |                             |
| 2013 | The Face Reader                        | Paeng Heon                     |                             |
| 2014 | The Fatal Encounter                    | Sal Soo                        |                             |
| 2014 | My Love, My Bride                      | Young Min                      |                             |
| 2015 | The Exclusive: Beat The Devil’s Tattoo | Heo Moo Hyuk                   |                             |
| 2016 | Time Renegades                         | Ji Hwan                        |                             |
| 2017 | My Annoying Brother                    | Doo Sik                        |                             |
| 2018 | Drug King                              | Kim In Goo                     |                             |
| 2019 | Hit and Run Squad                      | Jung Jae Cheol                 |                             |
| 2019 | EXIT                                   | Lee Yong Nam                   |                             |
| N/A  | The Land Of Happiness                  | Jung In Hoo                    | Đang trong giai đoạn hậu kì |

### Phim truyền hình
| Năm       | Tên phim                                                 | Vai                           | Kênh |
| --------- | -------------------------------------------------------- | ----------------------------- | ---- |
| 2011      | What's Up?                                               | Kim Byung Gun                 | MBN  |
| 2012      | The King 2 Hearts                                        | Eun Shi Kyung                 | MBC  |
| 2013      | You're the Best, Lee Soon-shin                           | Shin Joon Ho                  | KBS2 |
| 2015      | Ma nữ đáng yêu (Oh My Ghost)                             | Kang Sun Woo                  | tvN  |
| 2016      | Jealousy Incarnate                                       | Lee Hwa Shin                  | SBS  |
| 2016      | Huyền thoại biển xanh                                    | Yoo Jung Hoon (cameo Ep 7, 8) | SBS  |
| 2017-2018 | Two Cops                                                 | Cha Dong Tak/Gong Su Chang    | MBC  |
| 2019      | Hoa lục đậu (Nokdu Flower)                               | Baek Yi Kang                  | SBS  |
| 2020      | Những bác sĩ tài hoa (Hospital Playlist)                 | Lee Ik Jun                    | tvN  |
| 2021      | Những bác sĩ tài hoa phần 2 (Hospital Playlist season 2) | Lee Ik Jun                    | tvN  |
| 2023      | Quyến rũ quân vương (Captivating the King)               | Yi In                         | tvN  |

### Chương trình truyền hình
| Năm       | Chương trình                                        | Vai trò   | Kênh | Số tập                  |
| 2012      | Radio Star                                          | Khách mời | MBC  | Tập 254,255             |
| 2012      | Taxi                                                | Khách mời | tvN  | Tập 261                 |
| 2013/2015 | Happy Together 3                                    | Khách mời | KBS  | Tập 297/419             |
| 2014      | Radio Star                                          | Khách mời | MBC  | Tập 384                 |
| 2014      | Running Man                                         | Khách mời | SBS  | Tập 215 với Shin Min-ah |
| 2016      | Youth Over Flowers - Tuổi trẻ đẹp hơn hoa (Iceland) | Cast      | tvN  | Tập 1 - 10              |
| 2016      | Running Man                                         | Khách mời | SBS  | Tập 327 với D.O.        |
| 2018      | Life Bar                                            | Khách mời | tvN  | Tập 60-61               |
| 2019      | Knowing Brothers                                    | Khách mời | JTBC | Tập 190                 |
| 2019      | Running Man                                         | Khách mời | SBS  | Tập 460 với Yoona       |

### Sân khấu
| Năm       | Tên                              | Vai diễn                |
| --------- | -------------------------------- | ----------------------- |
| 2004      | The Nutcracker                   |                         |
| 2005      | Nunsense A-Men                   | Sister Mary Leo         |
| 2005-2006 | Grease                           | Roger                   |
| 2006      | Kingdom of the Wind              | Ho-dong                 |
| 2006      | Le Passe-Muraille                | Newsvendor              |
| 2006      | You're a Good Man, Charlie Brown | Charlie Brown           |
| 2006-2007 | Hedwig and the Angry Inch        | Hedwig                  |
| 2007      | All Shook Up                     | Chad                    |
| 2007      | First Love                       | Hae-soo                 |
| 2007      | Pump Boys and Dinettes           | Jim                     |
| 2007-2008 | Le Passe-Muraille                | Newsvendor              |
| 2008      | Evil Dead                        | Ash                     |
| 2008      | Organ in My Heart                | Kang Dong-soo           |
| 2008      | Janggeum the Great               | Jo Gwang-jo             |
| 2008      | Hedwig and the Angry Inch        | Hedwig                  |
| 2009      | The Island                       | John                    |
| 2009-2010 | Spring Awakening                 | Moritz                  |
| 2010-2011 | True West                        | Austin                  |
| 2011      | Hedwig and the Angry Inch        | Hedwig                  |
| 2011      | The Vagina Monologues            |                         |
| 2012      | Cult Holrangjeok Show            |                         |
| 2014      | Blood Brothers                   |                         |
| 2018      | Amadeus                          | Wolfgang Amadeus Mozart |

### Danh sách đĩa nhạc/nhạc tham gia góp giọng
| Năm  | Ca khúc chủ đề | Từ Album                                              | Ghi chú                                                                           |
| ---- | --- | ----------------------------------------------------- | --------------------------------------------------------------------------------- |
| 2006 | "Sugar Daddy" "Angry Inch" | Hedwig and the Angry Inch cast recording              |                                                                                   |
| 2007 | "첫사랑" "멋진키스" "아버지가 좋아요" "너의 바다는" "하지만 나는 안가" "해수의 바다" "아직 늦지 않았어" "사랑해 언제까지나"                                          | First Love cast recording                             |                                                                                   |
| 2008 | "내 마음의 풍금" "나의 사랑 수정(Love Thema)" "웃는이유" "나비의 꿈" "아가씨" "봄이다 그치" "커피향" "응급처치" "소풍" "때려쳐" "왜" "홍연이 안 왔어요" "Springtime" | Organ in My Heart cast recording                      |                                                                                   |
| 2011 | "Tear Me Down" "Wig in a Box" | Hedwig and the Angry Inch cast recording              |                                                                                   |
| 2012 | "푸른옷소매" | Almost Che OST                                        |                                                                                   |
| 2012 | "Might Gonna" "이루어진다" "With You" | What's Up? Japanese edition OST                       |                                                                                   |
| 2013 | "완전 사랑해요 (I Completely Love You)" | You're the Best, Lee Soon-shin OST                    |                                                                                   |
| 2015 | "Gimme A Chocolate" | Oh My Ghost OST                                       |                                                                                   |
| 2016 | "Don't Worry" | Hyung/My Annoying Brother OST (with Do Kyung-soo-EXO) |                                                                                   |
| 2020 | Aloha (아로하) | Hospital Playlist OST Part 3                          | Aloha của Jo Jung Suk là bản cover, bài gốc Aloha thuộc về Cool, ra mắt năm 2001. |
| 2021 | I Like You (좋아좋아) | Hospital Playlist 2 OST Part 5                        |                                                                                   |

### Giải thưởng và đề cử
| Năm  | Giải thưởng                                    | Thể loại                                                                | Đề cử                              | Kết quả   | Chú thích     |
| ---- | ---------------------------------------------- | ----------------------------------------------------------------------- | ---------------------------------- | --------- | ------------- |
| 2008 | 14th Korea Musical Awards                      | Diễn viên mới xuất sắc                                                  | Organ in My Heart                  | Đoạt giải | [ 17 ]        |
| 2009 | 15th Korea Musical Awards                      | Diễn viên phụ xuất sắc                                                  | Spring Awakening                   | Đoạt giải | [ 18 ]        |
| 2009 | 3rd The Musical Awards                         | Diễn viên xuất sắc                                                      | Janggeum the Great                 | Đề cử     |               |
| 2010 | 4th The Musical Awards                         | Diễn viên phụ xuất sắc                                                  | Spring Awakening                   | Đoạt giải |               |
| 2012 | 6th Mnet 20's Choice Awards                    | 20's Booming Actor                                                      | Architecture 101 The King 2 Hearts | Đoạt giải | [ 19 ]        |
| 2012 | 21st Buil Film Awards                          | Diễn viên mới xuất sắc                                                  | Architecture 101                   | Đề cử     |               |
| 2012 | 49th Grand Bell Awards                         | Diễn viên mới xuất sắc                                                  | Architecture 101                   | Đề cử     |               |
| 2012 | 49th Grand Bell Awards                         | Diễn viên phụ xuất sắc                                                  | Architecture 101                   | Đề cử     |               |
| 2012 | 5th Style Icon Awards                          | New Icon                                                                | —                                  | Đoạt giải | [ 20 ]        |
| 2012 | 33rd Blue Dragon Film Awards                   | Diễn viên mới xuất sắc                                                  | Architecture 101                   | Đoạt giải | [ 21 ]        |
| 2012 | 20th Korean Culture and Entertainment Awards   | Diễn viên mới xuất sắc                                                  | Architecture 101                   | Đoạt giải | [ 22 ]        |
| 2012 | MBC Drama Awards                               | Diễn viên mới xuất sắc                                                  | The King 2 Hearts                  | Đề cử     |               |
| 2013 | 4th KOFRA Film Awards                          | Diễn viên mới xuất sắc                                                  | Architecture 101                   | Đoạt giải | [ 23 ]        |
| 2013 | 49th Baeksang Arts Awards                      | Diễn viên mới xuất sắc (TV)                                             | The King 2 Hearts                  | Đề cử     | [ 24 ]        |
| 2013 | 50th Grand Bell Awards                         | Diễn viên phụ xuất sắc                                                  | The Face Reader                    | Đoạt giải |               |
| 2013 | 33rd Korean Association of Film Critics Awards | Diễn viên phụ xuất sắc                                                  | The Face Reader                    | Đoạt giải |               |
| 2013 | 34th Blue Dragon Film Awards                   | Diễn viên phụ xuất sắc                                                  | The Face Reader                    | Đề cử     |               |
| 2013 | KBS Drama Awards                               | Giải cặp đôi xuất sắc với IU                                            | You're the Best, Lee Soon-shin     | Đoạt giải | [ 25 ]        |
| 2013 | KBS Drama Awards                               | Giải thưởng xuất sắc, diễn viên phim truyền hình                        | You're the Best, Lee Soon-shin     | Đoạt giải | [ 25 ]        |
| 2015 | tvN 10 Awards                                  | Two Star Award                                                          |                                    | Đoạt giải |               |
| 2016 | 2016 Korea's Star Award                        | Top Star Award                                                          |                                    | Đoạt giải |               |
|      | 7th Korean Popular Culture & Arts Awards       | Giải đóng góp Văn hóa và nghệ thuật (bậc trao bởi Thủ tướng)            | —                                  | Đoạt giải | [ 26 ]        |
|      | 36th Korea Film Actors Association             | Korea's Top Star                                                        | My Annoying Brother                | Đoạt giải | [ 27 ] [ 28 ] |
|      | SBS Drama Awards                               | Daesang                                                                 | Don't Dare to Dream                | Đề cử     | [ 29 ]        |
|      | SBS Drama Awards                               | Top Excellence Award, Giải nam diễn viên xuất sắc hạng mục tình cảm hài | Don't Dare to Dream                | Đoạt giải | [ 29 ]        |
|      | SBS Drama Awards                               | Top 10 Stars Award                                                      | Don't Dare to Dream                | Đoạt giải | [ 29 ]        |
| 2017 | 53rd Baeksang Arts Awards                      | Nam diễn viên xuất sắc nhất hạng mục truyền hình                        | Don't Dare to Dream                | Đề cử     |               |
| 2017 | MBC Drama Awards                               | Top Excellence Award, Nam diễn viên của phim truyền hình thứ 2-3        | Two Cops                           | Đoạt giải | [ 30 ]        |
| 2018 | 6th APAN Star Awards                           | Top Excellence Award, Nam diễn viên thể loại truyền hình                | Two Cops                           | Đề cử     | [ 31 ]        |
| 2019 | 12th Korea Drama Awards                        | Daesang                                                                 | Nokdu Flower                       | Đề cử     | [ 32 ]        |
| 2019 | 40th Blue Dragon Film Awards                   | Nam diễn viên xuất sắc nhất                                             | Exit                               | Đề cử     |               |
| 2019 | SBS Drama Awards                               | Top Excellence Award, Nam diễn viên ở thể loại Mid-Length               | Nokdu Flower                       | Đoạt giải | [ 33 ]        |
| 2020 | 25th Chunsa Film Art Awards                    | Nam diễn viên xuất sắc nhất                                             | Exit                               | Đề cử     | [ 34 ]        |
| 2020 | 56th Baeksang Arts Awards                      | Nam diễn viên xuất sắc nhất (Film)                                      | Exit                               | Đề cử     | [ 35 ] [ 36 ] |

## Liên kết
- Cho Jung-seok trên Twitter
- Jo Jung-suk trên HanCinema
- Jo Jung-suk tại Korean Movie Database
- Jo Jung-suk trên IMDb
- Jo Jung-suk Lưu trữ ngày 9 tháng 8 năm 2020 tại Wayback Machine tại JAM Entertaiment